# Dick Rude
Dick Rude (ur. 10 czerwca 1964 w Los Angeles) – amerykański pisarz, scenarzysta, reżyser i aktor, znany ze współpracy z Aleksem Coksem, często pomaga w realizacji jego filmów. 

## Kariera
Jego kariera rozpoczęła się w wieku 15 lat, kiedy uczęszczał do Lee Strasberg Theatre and Film Institute. Jako aktor pojawił się w kilku filmach, m.in. Komornicy (Repo Man, 1984), Odjazdowe wakacje (The Wild Life, 1984) i Sid i Nancy (1986). Spróbował również swoich sił jako pisarz. Rude opuścił szkołę filmową przy University of California, Los Angeles. Znalazł się w obsadzie spaghetti westernu Z piekła rodem (Straight to Hell, 1986).
Był reżyserem teledysków zespołu Red Hot Chili Peppers – „Catholic School Girls Rule” (1985) i „Universally Speaking” (1987) oraz reżyserem ich DVD, Off the Map (2001).
W 1994 napisał scenariusz pilotażowy dla Sofii Coppoli do serialu Comedy Central Hi Octane na zlecenie aktora Rivera Phoenixa. W 2004 zrealizował film dokumentalny Let's Rock Again!, którego głównym tematem jest Joe Strummer. W 2010 wyreżyserował melodramat Quit z udziałem Dona Swayze i Diory Baird.

## Wybrana filmografia

### obsada aktorska
- 1984: Komornicy (Repo Man) jako Duke
- 1984: Odjazdowe wakacje (The Wild Life) jako Eddie
- 1984: Noc komety (Night of the Comet) jako Stock Boy
- 1986: Z piekła rodem (Straight to Hell) jako Willy
- 1986: Sid i Nancy (Sid and Nancy) jako ochroniarz Riker'a
- 1987: Walker jako Washburn
- 1991: Tokyo no kyujitsu jako Johnny Elvis Rotten
- 1992: Przydrożni prorocy (Roadside Prophets) jako Two Free Stooges
- 1993: Lolamoviola: Dead Souls jako mężczyzna
- 2005: The GoodTimesKid jako Tough Guy
- 2010: Straight to Hell Returns jako Willy

### reżyser/scenarzysta
- 1985: „Catholic School Girls Rule” – teledysk Red Hot Chili Peppers
- 1987: „Fight Like a Brave” – teledysk Red Hot Chili Peppers
- 2001: Off the Map – DVD Red Hot Chili Peppers
- 2003: „Universally Speaking” – teledysk Red Hot Chili Peppers
- 2004: Let's Rock Again! (film dokumentalny)
- 2010: Quit